# Thailand Open 2013 - Qualificazioni singolare
Le qualificazioni del singolare  del Thailand Open 2013 sono state un torneo di tennis preliminare per accedere alla fase finale della manifestazione. I vincitori dell'ultimo turno sono entrati di diritto nel tabellone principale. In caso di ritiro di uno o più giocatori aventi diritto a questi sono subentrati i lucky loser, ossia i giocatori che hanno perso nell'ultimo turno ma che avevano una classifica più alta rispetto agli altri partecipanti che avevano comunque perso nel turno finale.

## Teste di serie
1. Santiago Giraldo (qualificato)
2. Alejandro Falla (qualificato)
3. Gō Soeda (qualificato)
4. Marco Chiudinelli (qualificato)

1. Hiroki Moriya (ultimo turno)
2. Amir Weintraub (secondo turno)
3. Shuichi Sekiguchi (primo turno)
4. Karunuday Singh (ultimo turno)

## Qualificati
1. Santiago Giraldo
2. Alejandro Falla

1. Gō Soeda
2. Marco Chiudinelli

## Tabellone qualificazioni

### 1ª sezione
|  | Primo turno            | Primo turno            | Primo turno | Primo turno | Primo turno |  |  | Secondo turno | Secondo turno          | Secondo turno    | Secondo turno | Secondo turno |   |   | Ultimo turno | Ultimo turno     | Ultimo turno     | Ultimo turno | Ultimo turno |  |
|  |                        |                        |             |             |             |  |  |               |                        |                  |               |               |   |   |              |                  |                  |              |              |  |
|  |                        |                        |             |             |             |  |  |               |                        |                  |               |               |   |   |              |                  |                  |              |              |  |
|  |                        |                        |             |             |             |  |  | 1             | Santiago Giraldo       | Santiago Giraldo | 6             | 6             |   |   |              |                  |                  |              |              |  |
|  | Nutthanon Kadchapanan  | Nutthanon Kadchapanan  | 64          | 6           | 3           |  |  |               | Jun Woong-sun          | Jun Woong-sun    | 4             | 2             |   |   |              |                  |                  |              |              |  |
|  | Jun Woong-sun          | Jun Woong-sun          | 7           | 3           | 6           |  |  |               |                        |                  |               |               |   |   | 1            | Santiago Giraldo | Santiago Giraldo | 6            | 6            |  |
|  | Kelsey Stevenson       | Kelsey Stevenson       | 6           | 3           | 0           |  |  |               |                        | 5                | Hiroki Moriya | Hiroki Moriya | 4 | 1 |              |                  |                  |              |              |  |
|  | Kittip Wachiramanowong | Kittip Wachiramanowong | 3           | 6           | 6           |  |  |               | Kittip Wachiramanowong | 5                | 6             | 3             |   |   |              |                  |                  |              |              |  |
|  |                        |                        |             |             |             |  |  | 5             | Hiroki Moriya          | 7                | 4             | 6             |   |   |              |                  |                  |              |              |  |
|  |                        |                        |             |             |             |  |  |               |                        |                  |               |               |   |   |              |                  |                  |              |              |  |

### 2ª sezione
|  | Primo turno            | Primo turno            | Primo turno            | Primo turno | Primo turno |  |  | Secondo turno | Secondo turno   | Secondo turno   | Secondo turno | Secondo turno |    |   | Ultimo turno | Ultimo turno    | Ultimo turno    | Ultimo turno | Ultimo turno |  |
|  |                        |                        |                        |             |             |  |  |               |                 |                 |               |               |    |   |              |                 |                 |              |              |  |
|  |                        |                        |                        |             |             |  |  |               |                 |                 |               |               |    |   |              |                 |                 |              |              |  |
|  |                        |                        |                        |             |             |  |  | 2             | Alejandro Falla | Alejandro Falla | 6             | 6             |    |   |              |                 |                 |              |              |  |
|  | Hung Jui-chen          | Hung Jui-chen          | 6                      | 3           | 6           |  |  |               | Hung Jui-chen   | Hung Jui-chen   | 1             | 0             |    |   |              |                 |                 |              |              |  |
|  | Dane Chuntraruk        | Dane Chuntraruk        | 1                      | 6           | 2           |  |  |               |                 |                 |               |               |    |   | 2            | Alejandro Falla | Alejandro Falla | 7            | 6            |  |
|  | Oliver Marach          | Oliver Marach          | Oliver Marach          | 6           | 6           |  |  |               |                 |                 | Oliver Marach | Oliver Marach | 62 | 3 |              |                 |                 |              |              |  |
|  | Singekrawee Wattanakul | Singekrawee Wattanakul | Singekrawee Wattanakul | 3           | 0           |  |  |               | Oliver Marach   | Oliver Marach   | 6             | 6             |    |   |              |                 |                 |              |              |  |
|  |                        | Nicholas Monroe        | Nicholas Monroe        | 3           | 2           |  |  | 6             | Amir Weintraub  | Amir Weintraub  | 4             | 4             |    |   |              |                 |                 |              |              |  |
|  | 6                      | Amir Weintraub         | Amir Weintraub         | 6           | 6           |  |  |               |                 |                 |               |               |    |   |              |                 |                 |              |              |  |

### 3ª sezione
|  | Primo turno     | Primo turno             | Primo turno       | Primo turno | Primo turno |  |  | Secondo turno     | Secondo turno     | Secondo turno     | Secondo turno | Secondo turno |   |   | Ultimo turno | Ultimo turno | Ultimo turno | Ultimo turno | Ultimo turno |  |
|  |                 |                         |                   |             |             |  |  |                   |                   |                   |               |               |   |   |              |              |              |              |              |  |
|  |                 |                         |                   |             |             |  |  |                   |                   |                   |               |               |   |   |              |              |              |              |              |  |
|  |                 |                         |                   |             |             |  |  | 3                 | Gō Soeda          | Gō Soeda          | 6             | 6             |   |   |              |              |              |              |              |  |
|  | Punn Bodhidatta | Punn Bodhidatta         | Punn Bodhidatta   | 6           | 6           |  |  |                   | Punn Bodhidatta   | Punn Bodhidatta   | 4             | 4             |   |   |              |              |              |              |              |  |
|  | Wang Hufu       | Wang Hufu               | Wang Hufu         | 3           | 3           |  |  |                   |                   |                   |               |               |   |   | 3            | Gō Soeda     | 62           | 7            | 6            |  |
|  |                 | Chayanon Kaewsuto       | 5                 | 6           | 6           |  |  |                   |                   |                   | Simon Stadler | 7             | 5 | 4 |              |              |              |              |              |  |
|  | WC              | Watcharaphong Iam La-Or | 7                 | 1           | 1           |  |  | Chayanon Kaewsuto | Chayanon Kaewsuto | Chayanon Kaewsuto | 1             | 2             |   |   |              |              |              |              |              |  |
|  |                 | Simon Stadler           | Simon Stadler     | 7           | 6           |  |  | Simon Stadler     | Simon Stadler     | Simon Stadler     | 6             | 6             |   |   |              |              |              |              |              |  |
|  | 7               | Shuichi Sekiguchi       | Shuichi Sekiguchi | 62          | 4           |  |  |                   |                   |                   |               |               |   |   |              |              |              |              |              |  |

### 4ª sezione
|  | Primo turno | Primo turno          | Primo turno          | Primo turno | Primo turno |  |  | Secondo turno | Secondo turno     | Secondo turno | Secondo turno   | Secondo turno |   |   | Ultimo turno | Ultimo turno      | Ultimo turno | Ultimo turno | Ultimo turno |  |
|  |             |                      |                      |             |             |  |  |               |                   |               |                 |               |   |   |              |                   |              |              |              |  |
|  |             |                      |                      |             |             |  |  |               |                   |               |                 |               |   |   |              |                   |              |              |              |  |
|  |             |                      |                      |             |             |  |  | 4/WC          | Marco Chiudinelli | 4             | 6               | 6             |   |   |              |                   |              |              |              |  |
|  |             | Christopher Kas      | Christopher Kas      | 6           | 6           |  |  |               | Christopher Kas   | 6             | 1               | 4             |   |   |              |                   |              |              |              |  |
|  | WC          | Aviruth Phaphui      | Aviruth Phaphui      | 2           | 3           |  |  |               |                   |               |                 |               |   |   | 4/WC         | Marco Chiudinelli | 4            | 6            | 6            |  |
|  |             | Warit Sornbutnark    | Warit Sornbutnark    | 6           | 6           |  |  |               |                   | 8             | Karunuday Singh | 6             | 1 | 4 |              |                   |              |              |              |  |
|  | WC          | Warut Korkiatthaworn | Warut Korkiatthaworn | 2           | 2           |  |  |               | Warit Sornbutnark | 6             | 5               | 64            |   |   |              |                   |              |              |              |  |
|  |             | Pruchya Isarow       | 2                    | 6           | 68          |  |  | 8             | Karunuday Singh   | 4             | 7               | 7             |   |   |              |                   |              |              |              |  |
|  | 8           | Karunuday Singh      | 6                    | 4           | 7           |  |  |               |                   |               |                 |               |   |   |              |                   |              |              |              |  |